# ۲۴۴ (میلادی)
۲۴۴ (میلادی) دویست و چهل و چهارمین سال تقویم میلادی است.

## درگذشتگان
‎